# Scream (duett)
A Scream Michael Jackson és Janet Jackson amerikai énekesek duettje. Michael HIStory: Past, Present and Future, Book I című albumának első kislemezeként jelent meg 1995-ben, szerzői Jimmy Jam, Terry Lewis, valamint Michael és Janet Jackson. A dal agresszív hangvételű, egyfajta bosszúállás a bulvármédián azért, ahogy akkor bántak Michael Jacksonnal, amikor az énekest 1993-ban gyermekmolesztálással vádolták. A hozzá készült futurisztikus, fekete-fehér videóklip abban az időben a legdrágább videóklip volt, a Guinness Rekordok Könyve szerint 7 millió dollárba került, bár a rendező, Mark Romanek kijelentette, hogy abban az időben készültek ennél drágább klipek is.
A Screamet a kritikusok kedvezően fogadták. Ez lett az első dal a Billboard történetében, ami a popslágerlistán a Top 5-ben nyitott. Végül az amerikai Billboard Hot 100-on az ötödik, az R&B/hiphop-slágerlistán a második, a dance slágerlistán az első helyig jutott. Jelölték Grammy-díjra ls American Music Awardra is; videóklipje számos kategóriában nyert MTV Video Music Awardot és a Grammyt is elnyerte.
A kislemez B oldalas száma, a Childhood önéletrajzi ihletésű lassú szám, melyet Michael Jackson egyedül írt és ad elő. A nehéz gyermekkorról szóló dal a Free Willy 2: The Adventure Home betétdala lett, és számos válogatásalbumon is szerepelt, de a kritikusok vegyes fogadtatásban részesítették. Ez a dal is szerepel a HIStory albumon, videóklip is készült hozzá.

## Háttere
A Scream elsősorban a bulvármédiának szóló dal. Jackson és a sajtó kapcsolata már az 1980-as évek vége óta viharosnak számított. 1986-ban azt állította egy lap, hogy Jackson oxigénsátorban alszik, hogy lassítsa az öregedését; olyan szóbeszédek is terjengtek, hogy az énekes valójában ötven évvel korábban született és egy fél évszázadig hibernálva tartották, és abba is belekötöttek, amikor megvásárolt házikedvencnek egy csimpánzt, Bubblest. Szintén elterjedt pletyka volt, hogy Jackson megvásárolta Joseph Merrick, az „elefántember” csontjait, és bár nem volt igaz, Jackson nem tagadta. Ezeknek a szóbeszédeknek a hatására kapta Jackson a bulvármédiától a „Wacko Jacko” ('Dilis Jacko') gúnynevet, amit később meggyűlölt. Ezután nem szivárogtatott ki hamis pletykákat, emiatt a média elkezdett saját magától kitalálni különféle bizarr dolgokat.
1989-ben az énekes megjelentette Leave Me Alone című dalát kislemezen; a hozzá készült videóklipben kifigurázza az őt zaklató sajtót és saját helyzetét. Láthatóak benne újságok bizarr főcímekkel, egy jelenetben Jackson az Elefántember csontjaival táncol, és egy orr is végigszalad a képernyőn, nyomában egy sebészkéssel, utalásként a plasztikai műtéteiről terjengő szóbeszédekre.
1993-ban Jacksont egy kisfiú molesztálásával vádolták, és kapcsolata a sajtóval véglegesen megromlott. A nyomozás során a média rengeteget foglalkozott az énekessel, és gyakran akkor is szenzációhajhász szalagcímekkel adták el a lapokat, amikor semmilyen információt nem tudtak szerezni az ügy állásáról; pénzt fogadtak el olyan téves információkért, melyek Jacksont bűnözőként állították be, bizalmas, a rendőrségtől kiszivárogtatott információkat közöltek le, szándékosan a legelőnytelenebb fényképeket közölték le az énekesről, a lack of objectivity és olyan címeket adtak cikkeiknek, melyek erősen azt sugallták, Jackson bűnös. Jackson így nyilatkozott a média érdeklődéséről: „El kell hogy mondjam, különösen felzaklatott az, ahogy az elképesztő, borzalmas média kezelte az ügyet. Minden adódó lehetőségnél úgy szedték darabjaira és manipulálták a vádakat, hogy saját következtetéseiket vonhassák le belőlük.”
A stressz leküzdésére Jackson fájdalomcsillapítókat, Valiumot, Xanaxot és Ativant kezdett szedni. A botránykirobbanása utáni pár hónapban Jackson kb. 4,5 kilót fogyott és alig evett. Egészsége annyira megromlott, hogy ekkor zajló Dangerous turnéját megszakította és gyógyszerelvonóra ment. Egy klinika egész negyedik szintjét kibérelte, és introvénásan kapta a Valiumot, hogy abba tudja hagyni a fájdalomcsillapítók szedését. Szóvivője elmondta a riportereknek, hogy Jackson értelmileg alig van magánál. A klinikán csoportos és egyedi terápiában is részt vett.
Mikor Jackson elhagyta az Egyesült Államokat, hogy elvonúra menjen, a média továbbra sem kímélte. A Daily Mirror versenyt hirdetett „Találd meg Jackót” címmel, és utazást nyerhetett Disney Worldbe az az olvasójuk, aki meg tudta tippelni, hol bukkan fel az énekes legközelebb. A Daily Express egy szalagcíme közölte, hogy „A gyógyszerelvonó sztárja egész életében menekülni fog”, a 2011-ben túlkapásai miatt megszűnt News of the World szalagcíme pedig az igazságszolgáltatás előli szökéssel vádolta. A lapok hamisan azt állították, Jackson azért ment Európába, hogy plasztikai műtéttel úgy elváltoztassa külsejét, hogy visszatérésekor senki ne ismerje fel. Geraldo Rivera műsorvezető egy pert rendezett műsorában, a közönség tagjaiból válogatott esküdtekkel, és pert rendezett Jackson elítélésére.
A vádak után Jackson első megjelent dala a Scream/Childhood kislemez, első albuma pedig a HIStory volt. A sajtó kíváncsian várta, sikert arat-e vele. A SoundScan egyik elemzője kifejtette abbéli véleményét, hogy a sajtó nem tudja felmérni a közönség igényeit, és a zenekedvelők akkor is kedvelik Jacksont, ha a bulvármédia nem. Úgy vélte, akik szerint Jackson karrierje véget ért, azokat meg fogja lepni a HIStory fogadtatása.
Michael már korábban is szeretett volna duettet énekelni Janettel (már a Rhythm Nation 1814 című Janet-album megjelenése után), Janet azonban ekkor még félt, hogy azt fogják rá mondani, hogy Michael népszerűségét akarja kihasználni saját karrierje építéséhez. Most azért szeretett volna részt venni a projektben, hogy kimutassa, testvére mellett áll. 1982-ben már dolgoztak együtt, amikor Janet háttérvokálozott Michael P.Y.T. (Pretty Young Thing) című dalában, valamint 1984-ben, amikor Michael háttérvokálozott Janet Don’t Stand Another Chance című dalában. Janet úgy nyilatkozott, jó volt bátyjával együtt dolgozni. A Screamet Michael és Janet Jackson, valamint Jimmy Jam és Terry Lewis írták, és a producerek is ők voltak. Michael Jackson ekkor dolgozott először a Jam és Lewis szerzőpárossal, akik ekkor már tíz éve voltak Janet zeneszerzői. Az albumot félig R&B, félig pop/rock stílusúnak szánták, ugyanez a keverék tette sikeressé Michael előző, Dangerous című albumát is. Michael több hangszeren is játszik a dalban, billentyűsökön, szintetizátoron, gitáron és ütősökön.
A dalban Michael arra szólítja fel a médiát, hogy ne gyakoroljon nyomást rá és ne ferdítse el az igazságot. Jon Pareles, a The New York Times kritikusa szerint „a félelem agresszióvá változott. A zene végletes: vagy éles, kimért és elektronikus, vagy csillogó és nagystílű, a kettőt csak ritkán ötvözi. Jackson a dal nagy részében úgy énekel, mintha összeszorított foggal tenné, és dacosan szinte köpi a szavakat minden vádlójára.” Úgy vélte, a dal hasonlóan hangzik Janet Rhythm Nation 1814 című albumáéhoz. Ez volt Michael Jackson első dala, amelyben durva szó hangzott el – „ne baszogass már”. Ez tőle szokatlan volt, különösen, hogy a fiatalkorú közönség körében mennyire népszerű. A HIStory album más dalaiban egyéb trágár szavak is elhangzottak. A Screamben pop, R&B, hiphop, funk és rock keveredik.
Két héttel a hivatalos megjelenés előtt Michael meghallotta a dalt egy Los Angeles-i rádió adásában. A rádió óránként egyszer lejátszotta a Screamet, majd az Epic Records leállíttatta őket. Két philadelphiai rádióadó is hasonló utasítást kapott a kiadótól. Mindhárom rádióadó tagadta, hogy az Epic szivárogtatta ki nekik a dalt; a dal a kiadó legféltettebben őrzött titka volt, és a legtöbb alkalmazottjuk nem férhetett hozzá. Bár jogi következményei lehettek volna a dolognak, a Los Angeles-i rádió programtervezője megjegyezte: „vannak ennél fontosabb dolgok is… A lemezcég kiborult, ügyvédek jelentek meg, és a helyzet kezdett zűrössé válni. De egy ilyen jelentőségű dalnál, mint Michael Jacksoné, nincs az az isten, hogy várjunk vele, ha túl korán a kezünkbe kerül a dal. Ilyen lehetőség egyszer adódik az életben, mert őt elképesztő biztonsági intézkedések veszik körül.”

## Albumborító
A HIStory album borítófüzetében szerepel Gottfried Helnwein 1981-ben készült Das Lied / The Song („A dal”) című akvarellje – egy sikoltó gyermeket ábrázol, aki a sarokban kucorog. A mellette lévő falon a Scream szövege olvasható Jackson kézírásával. A borítófüzet végén szerepel egy levél is, melyet egy gyermek írt Bill Clintonnak, arra kérve az elnököt, hogy vessen véget a háborúknak, a környezetszennyezésnek és a Michael Jackson elleni sajtóhadjáratnak.

## Fogadtatása
Stephen Thomas Erlewine, az AllMusic munkatársa szerint a dal Michael egy korábbi dala, a Jam dobritmusának még fejlettebb kiadása. James Hunter, a Rolling Stone kritikusa szerint „kiváló jelenlegi kislemeze, a Scream és a You Are Not Alone című elsőrangú R&B-ballada összeköti Jackson hírhedt közelmúltjának eseményeit az igazságtalanság és elszigeteltség fogalmával. Mikor zenéjét a hiphop nyerseségére alapozza, Jackson keményen ostorozza a mohóságot, a megbízhatatlanságot és a hamis vádakat.” Kijelentette – a Scream és a Tabloid Junkie című dalról –, hogy „ez a két merész, ütős Jam és Lewis-dal tökéletesen bevált: Jackson vékony hangját hatalmas funk-rock építmény veszi körül. Emlékeztetnek Janet Jackson slágereire, melyekben Jam és Lewis helyet hagynak a The Jacksons Triumph-korszakbeli teli harmóniáinak; a Tabloid Junkie refrénje gyors ütemben adja elő figyelmeztetéseit a média hamis igazságáról.”
Patrick Macdonald, a The Seattle Times újságírója szerint a Scream az album legjobb dala. „Meggyőző a 'Ne gyakorolj rám nyomást!' refrén, és Jackson átéléssel, eltökélten adja elő a szöveget. A dalnak ereje van és energiája szinte fertőző.” A dalban elhangzó trágár szavakat viszont fölöslegesnek tartotta. Deepika Reddy a The Daily Collegianben ezt írta: „Az album első kislemezdalában és videóklipjében, aScreamben hallható szöveg Jackson bonyolult pályafutása során először fájdalmasan közvetlen. Új és elsöprő erővel és haraggal énekli, hogy 'Ne gyakorolj nyomást rám/Ne gyakorolj nyomást rám/Ordítanom kell ettől'.” „A Screamben és a Tabloid Junkie-ban megvan az a nyerseség, amit Jackson nem közelített meg azóta, hogy a Billie Jeanben kis híján nem vált be.” Richard Harrington, a The Washington Post újságírója azonban unalmasnak és zeneileg érdektelennek nevezte a dalt, ami szerinte ugyanúgy hangzik, mint a Jam. A dalt 1996-ban jelölték American Music Awardsra „legjobb popénekes együttműködés” kategóriában, és röviddel ezután Grammy-díjra is, ugyanebben a kategóriában.
A Scream/Childhood kislemez világszerte sikert aratott. Az Egyesült Államokban ez volt az első dal a Billboard slágerlisták 37 éves történelmében, ami az 5. helyen nyitott a Billboard Hot 100-on. Ennél magasabbra azonban nem került. By the end of August 1995 it was certified Gold and Platinum by the RIAA for shipments of a million copies in the U.S. Minden nagyobb zenei piacon top 5 sláger lett. Remixe 43. lett a brit slágerlistán.
A dal Janet egy albumán sem szerepelt egészen 2009-ben megjelent The Best című válogatásalbumáig. Nem került fel Michael későbbi válogatásalbumainak (Michael Jackson: The Ultimate Collection, The Essential Michael Jackson, Visionary: The Video Singles), egyikére sem, egy remixe azonban, a Scream Louder felkerült Michael 1997-ben megjelent remixalbumára (Blood on the Dance Floor: HIStory in the Mix), a videóklip pedig szerepel a Mark Romanek által rendezett klipeket tartalmazó DVD-n.

## Videóklip
A Scream futurisztikus, fekete-fehér videóklipje egy űrhajón játszódik. A 4:46 perc hosszú klip koreográfusai Travis Payne, LaVelle Smith Jnr, Tina Landon és Sean Cheeseman, rendezője Mark Romanek, produkciótervezője Tom Foden. A klip koncepcióját ezúttal nem Michael tervezte, ahogy korábban gyakran, hanem átengedte Romaneknek; később közös munkaként jellemezte. A dal és a klip is válasz mindarra, amit az énekessel tett a média 1993-ban. Foden így emlékezett vissza: „Az alapötlet az volt, hogy Michael és Janet ezen a hatalmas űrhajón vannak. Teljesen egyedül. Távolodnak a Földtől, és az egyes jelenetekben az űrhajó különféle részei láthatóak, ahol pihenhetnek és jól érezhetik magukat.” A 13 részből álló díszlet egy hónap alatt készült el, Foden művészeti rendezői, Richard Berg, Jeff Hall és Martin Mervel irányítása alatt. Foden hadművelethez hasonlította az egészet. „Az alapötlet az volt, hogy mindegyik művészeti rendező három díszletet felügyeljen: egy bonyolultabbat, egy kevésbé bonyolultat és egyet a kisebbek közül.” A klipben látható tipográfiát P. Scott Makela tervezte. Michael örömmel dolgozott együtt Janettel; kijelentette, hogy mivel mindkettejüknek még mindig szenvedélyük a tánc, a klipforgatás „a régi szép időkre” emlékeztette.
Janet a klipben sötétebb énjét mutatja, ami eddig nem jelent meg klipjeiben. Jim Farber, a New York Daily News újságírója így jellemezte: „Sűrű paróka-hajjal, szeme körül szénfekete sminkkel komornak és művészinek hat… Sosem tűnt még keményebbnek vagy határozottabbnak.” Egyes jelenetekben a melleit markolja, úgy tesz, mintha férfi módra vizelne, és a középső ujját is mutatja a kamera felé. (Fennmaradt a forgatásról egy színes fénykép, ahol Michael is beint, de a klipbe ez nem került be; a képen Michael meg is nyalja feltartott ujját.) A klipre hatással voltak a japán sci-fi animék, és a vágás helyenként erősítette a táncmozdulatok hatását. A háttérben a képernyőkön a Zillion című animesorozat és az Akira című film jelenetei láthatóak. A Michael Jackson’s Vision DVD-n nem hallható a kicenzúrázott „just stop fucking with me” ('ne baszogass már') szöveg, de a HIStory on Film, Volume II-n igen. A klip játszásakor gyakran kikockázzák azt a részt, ahol Janet a középső ujjával beint.
A klipet 1995 nyarán először az MTV és a BET csatorna mutatta be, másnap este pedig az ABC-TV Primetime Live műsora, melyben Diane Sawyer interjút is készített Michael Jacksonnal és feleségével, Lisa Marie Presleyvel. Az interjút körülbelül 64 millióan látták. A klip Jackson munkásságának egyik, kritikusok által leginkább elismert eleme. Heather Phares, az Allmusic munkatársa „stílusos, csillagközi klip”-ként jellemezte. James Hunter a Rolling Stone-nak rt cikkében úgy jellemezte, hogy „kortárs videóklip, amelyben Michael és húga, Janet úgy ugrándoznak, mint 90-es évekbeli gyerekek egy, a Barbarella forgatásáról lopott űrhajóban.” Jim Farber „szupermenő fekete-fehér klip”-nek nevezte. „Vonzereje abban rejlik, hogy a testvérek egyike sem tűnik teljesen igazinak. Bár a látványnak alig van köze a szöveghez, és mintha különösebb mondanivalója sem lenne, a fura külső magával ragad.” Úgy vélte, bár Michael jobban énekel, Janet jobb alakítást nyújt a klipben.
1995-ben a Screamet 11 kategóriában jelölték MTV Video Music Awardra – többen, mint bármely más klipet – és a „legjobb dance videóklip”, „legjobb koreográfia” és „legjobb művészeti rendezés” kategóriában nyert is. Michael kijelentette, hogy megtisztelve érzi magát, mert nagyon keményen dolgozott a klipen, és nagyon elégedett a fogadtatásával. A Billboard Music Awardot is elnyerte legjobb pop/rock videóklip kategóriában. Egy évvel később megkapta a legjobb rövid formátumú videóklipnek járó Grammy-díjat. Nem sokkal ezután bekerült a Guinness Rekordok Könyvébe mint legdrágább videóklip. 2001-ben a VH1 a kilencedik helyre sorolta a 100 legjobb videóklip között.
A Scream nagy hatással volt a korszak más videóklipjeire is, többek közt a TLC 1999-ben megjelent No Scrubs, valamint Lil Mama és Chris Brown 2008-ban megjelent Shawty Get Loose című klipjére. Utóbbi egyik előadója, Lil Mama így nyilatkozott az összehasonlításról: „Megtiszteltetésnek veszem, mert eleve ez volt az egyik célunk, és örülök, hogy sikerült elérni.” Azt is hozzátette, hogy az utánzás szándékos volt, és Brown volt az egyetlen, akire úgy érezték, ki tudják osztani Michael Jackson szerepét.

### MTV Video Music Awards – Janet fellépése
2009 szeptemberében Janet Jackson előadta a Screamet a 2009-es 2009 MTV Video Music Awards díjkiosztón bátyja emlékére, aki három hónappal korábban halt meg. Az MTV egyik igazgatója, Stephen Friedman kijelentette: „Egy ilyen esemény nem csak úgy megtörténik. Jó ideje beszéltünk már róla Janettel. Úgy éreztük, senki más nem tudna ilyen erős üzenetet küldeni vele, mint ő.” Janet számos világhírű koreográfussal dolgozott, köztük Dave Scott-tal, Cris Judd-dal, Brian Friedmannel, Wade Robsonnal, Tyce Diorióval, Travis Payne-nel, Jeri Slaughterrel, Laurie Ann Gibsonnal, Mia Michaelsszel és Tina Landonnal; saját kreatív igazgatójával, Gil Duldulao állította össze az előadást. Gil Kaufman, az MTV munkatársa így írt a fellépésről: „a feszes, fekete-fehér bőrruhát és nadrágot viselő Janet saját és Michael legismertebb táncmozdulatait mutatta be, hibátlanul adta elő elhunyt bátyja lépéseit, ahogy mindez látható volt mögötte a képernyőn, ahová kivetítették.” A fellépést számos kritikus dicsérte. Christine Nyholm az Examinertől kijelentette, hogy „a zene, videófelvételek és táncosok kombinációja felvillanyozó volt. A képernyők előtti táncosok döbbenetesen többdimenziós hatást keltettek.” Michael Slezak az Entertainment Weeklytől megjegyezte: „Janet keményebben dolgozott, mint egy alulfizetett segéd a túlóráján, és bátyja előtti tisztelgése éppolyan energikus volt, mint szívből jövő.”

## Hivatalos remixek, változatok
1997-ben a Screamet Jimmy Jam és Terry Lewis Scream Louder (Flyte Tyme Remix) címmel remixelte Michael Jackson Blood on the Dance Floor: HIStory in the Mix című remixalbumára. A remix részleteket használt fel a Sly and the Family Stone Thank You (Falettinme Be Mice Elf Agin) című dalából. A Naughty By Nature is készített hozzá remixet, Scream (Naughty Remix) címmel, új, R&B ritmussal és rapbetéttel Treachtől, a Naughty By Nature egyik tagjától. Számos más híres producer is készített hozzá remixeket, köztük David Morales és Dave Hall.
1995. június 24-én az Egyesült Királyságban megjelent kislemezen a Scream (David Morales Remix), és a slágerlistán elérte a 43. helyet. A következő héten az 57. helyre esett vissza; összesen két hetet töltött a listán.
| - Scream (Classic Club Mix) 9:00 - Scream (Clean Album Version) - Scream (David Morales R&B Extended Mix) 5:34 - Scream (Dave “Jam” Hall’s Extended Urban Remix) 5:09 - Scream (Dave “Jam” Hall’s Extended Urban Remix Edit) 4:35 - Scream (Def Radio Mix) 3:20 - Scream (Naughty Main Mix) 5:42 - Scream (Naughty Main Mix with No Rap) - Scream (Naughty A Cappella) - Scream (Naughty Pretty-Pella) | - Scream (Naughty Radio Edit with Rap) 4:30 - Scream (Naughty Radio Edit without Rap) - Scream (New Jack Dance Remix) - Scream (New Jack Mix) - Scream (Pressurized Dub Part 1) 10:06 - Scream (Pressurized Dub Part 2) - Scream (Single Edit #1) 4:03 - Scream (Single Edit #2) 4:04 - Scream Louder (Flyte Tyme Remix) - Scream Louder (Flyte Tyme Instrumental) |

## Számlista
| CD kislemez (Németország; promó) 1. Scream (Single edit #2) 2. MJ Hits Medley 3. Message for German Fans CD kislemez (Európa) 1. Scream (Single edit) – 4:04 2. Scream (Naughty Pretty-Pella) – 5:51 3. Scream (Naughty Main Mix – No Rap) – 5:54 4. Scream (Pressurized Dub Pt. 2) – 6:32 CD kislemez (Európa) 1. Scream (Single edit) 2. Scream (Def Radio Mix) 3. Scream (Naughty Radio Edit With Rap) 4. Scream (Dave “Jam” Hall’s Extended Urban Mix Edit) 5. Childhood (Theme from Free Willy 2) 12" kislemez / CD kislemez 1. Scream (Classic Club Mix) – 9:00 2. Scream (Pressurized Dub Pt. 1) – 10:06 3. Scream (Naughty Main Mix) – 5:42 4. Scream (Dave “Jam” Hall’s Extended Urban Remix) – 5:09 5. Scream (Single edit) – 4:04 6. Childhood – 4:28 7" kislemez / CD kislemez / Kazetta - A. Scream – 4:42 - B. Childhood – 4:28 7" (Egyesült Királyság, promó) - A. Scream (Def Radio Mix) – 3:20 - B. Scream (Single edit) – 4:04 | 12" kislemez - A1. Scream (Naughty Main Mix) – 5:42 - A2. Scream (Naughty Pretty-Pella) – 5:41 - B1. Scream (Pressurized Dub Pt. 2) – 6:32 - B2. Scream (Album version) – 4:42 12" kislemez (Egyesült Királyság) - A1. Scream (Pressurized Dub Pt. 1) – 10:06 - A2. Scream (Pressurized Dub Pt. 2) – 6:32 - B1. Scream (album version) – 4:42 - B2. Scream (Single edit #2) – 4:04 - B3. Scream (Naughty Pretty-Pella) – 5:51 - B4. Scream (Naughty a cappella) – 4:40 2×12" kislemez (promó) - A1. Scream (Classic Club Mix) – 9:00 - A2. Scream (D.M. R&B Extended Mix) – 5:34 - A3. Scream (Def Radio Mix) – 3:20 - B1. Scream (Naughty Main Mix) – 5:42 - B2. Scream (Naughty Main Mix No Rap) – 5:54 - B3. Scream (Dave “Jam” Hall’s Extended Urban Mix) – 5:09 - C1. Scream (Pressurized Dub Pt. 1) – 10:06 - C2. Scream (Pressurized Dub Pt. 2) – 6:32 - D1. Scream (Album version) – 4:42 - D2. Scream (Single edit #2) – 4:04 - D3. Scream (Naughty Pretty-Pella) – 5:51 - D4. Scream (Naughty a cappella) – 4:40 Kazetta 1. Scream (Single edit) – 4:04 2. Childhood – 4:28 3. Scream (Album version) – 4:42 |

## Slágerlista

### Heti összesítések
| Slágerlista (1995)                     | Legjobb helyezések |
| -------------------------------------- | ------------------ |
| Ausztrália (ARIA)                      | 2                  |
| Ausztria (Ö3 Austria Top 40)           | 9                  |
| Belgium (Ultratop 50 Flanders)         | 5                  |
| Belgium (Ultratop 50 Wallonia)         | 3                  |
| Canada (Billboard)                     | 5                  |
| Kanada Adult Contemporary Tracks (RPM) | 51                 |
| Finland (IFPI)                         | 1                  |
| Franciaország (Single Top 100)         | 4                  |
| Németország (Media Control Charts)     | 8                  |
| Iceland (Íslenski Listinn Topp 40)     | 33                 |
| Ireland (IRMA)                         | 6                  |
| Italy (Hit Parade Italia)              | 1                  |
| Japan (Japan Hot 100)                  | 4                  |
| Netherlands (Dutch Top 40)             | 3                  |
| Hollandia (Single Top 100)             | 4                  |
| New Zealand (RIANZ)                    | 1                  |
| Norvégia (VG-lista)                    | 1                  |
| Poland (LP3)                           | 1                  |
| Scotland (Scottish Singles Chart)      | 6                  |
| Spain (AFYVE)                          | 1                  |
| Svédország (Sverigetopplistan)         | 8                  |
| Switzerland (Schweizer Hitparade)      | 1                  |
| UK Singles (Official Charts Company)   | 3                  |
| UK R&B (Official Charts Company)       | 1                  |
| U.S. Billboard Hot 100                 | 5                  |
| U.S. Billboard Hot R&B Singles         | 1                  |
| U.S. Billboard Hot Dance Club Play     | 1                  |
| Slágerlista (2009)                     | Legjobb helyezések |
| Switzerland (Schweizer Hitparade)      | 93                 |
| UK Singles (Official Charts Company)   | 70                 |
| US Billboard Digital Songs             | 49                 |

## Külső hivatkozások
- Campbell, Lisa. Michael Jackson: The King of Pops Darkest Hour. Branden (1995). ISBN 0828320039
- George, Nelson (2004). Michael Jackson: The Ultimate Collection booklet. Sony BMG.
- Pratt, Douglas. Doug Pratt's DVD: Movies, Television, Music, Art, Adult, and More!. UNET 2 Corporation (2005). ISBN 1932916016
- Lewis, Jel. Michael Jackson, the King of Pop: The Big Picture : the Music! the Man! the Legend! the Interviews!. Amber Books Publishing (2005). ISBN 0-974977-90-X
- Taraborrelli, J. Randy. The Magic and the Madness. Terra Alta, WV: Headline (2004). ISBN 0-330-42005-4

- Videóklip a YouTube-on